# Heinrich Gutsleff
Heinrich Gutsleff (* um 1680 in Tallinn; † 15. März 1747 in Kullamaa) war ein deutschbaltischer Theologe. Er wurde vor allem als Bibelübersetzer in die nord-estnische Sprache bekannt.

## Leben und Werk
Heinrich Gutsleff wurde als Sohn des deutschbaltischen Pastors an der Tallinner Heiliggeistkirche, Eberhard Gutsleff (1654–1724), und dessen Frau Catharina (um 1665–1710) geboren. Sein Großvater war der berühmte Bibelübersetzer Johann Gutslaff († 1657).
Heinrich Gutsleff schloss 1701 das Gymnasium in Tallinn (Reval) ab. Er studierte von 1701 bis 1703 Theologie in Kiel und 1703 Sprachwissenschaft an der Universität Halle. 1710 wurde er Pastor der Kirchengemeinde von Kullamaa (Goldenbeck). Dort engagierte er sich besonders für die Schulbildung der estnischsprachigen Landbevölkerung. Durch den Bau eines Schulgebäudes konnte auch während des Winters Unterricht stattfinden.
1720 wurde er zum Propst ernannt. Ab 1706 arbeitete Gutsleff entscheidend an der Übersetzung des Neuen Testaments ins Nord-Estnische mit. Er leitete auch 1715 gemeinsam mit seinem Vater die Endredaktion und Herausgabe der Übersetzung.
Daneben verfasste Gutsleff Beiträge zu weiteren theologischen Werken. Ab 1731 war Gutsleff Mitglied der Bibel-Übersetzungskommission. Gutsleff war eng mit pietistischen Ideen verbunden.

## Privatleben
Heinrich Gutsleff war mit Sophia Juliana Wilhelms verheiratet.
Er war der Bruder des Theologen Eberhard Gutsleff des Jüngeren († 1749), der wegen seiner Verbindungen zur Herrnhuter Brüdergemeine von den zaristischen Behörden inhaftiert wurde und im Gefängnis in Sankt Petersburg starb.